# Rudakowo (Kraj Permski)
Rudakowo (ros. Рудаково) – wieś (dieriewnia) w Rosji, w Kraju Permskim, w rejonie juświńskim. W 2010 liczyła 17 mieszkańców.